# Камызяк (деревня)
Камызяк (хак. Хомӌах, Хамычах — деревня в Усть-Абаканском районе Хакасии, находится в 100 км к западу от райцентра — пгт Усть-Абакан.

## География
Расстояние до ближайшей ж.-д. станции — 35 км. Рельеф равнинный, местами заболоченный. Рядом находится озеро Улуг-Коль, на котором останавливаются перелетные птицы, многие из них занесены в Красную книгу (журавли, лебеди и др.).
По названию урочища названа Камызякская степь — участок государственного природного заповедника «Хакасский» площадью 4,8 тыс. га.

## История
В 1965 г. Указом Президиума ВС РСФСР деревня фермы № 3 Абаканского овцеводческого совхоза переименована в Камызяк.

## Население
| 2002 | 2010 |
| ---- | ---- |
| 33   | ↘11  |

Число хозяйств — 10, население — 23 чел. (01.01.2004), в основном хакасы, русские.